# Clara et les Méchants
Pour plus de détails, voir Fiche technique et Distribution.
Clara et les Méchants, ou Bourreaux d'enfants, est un film de Raoul André sorti en salle en 1958.

## Synopsis
Clara (Minou Drouet), fille d'un magnat du pétrole, ne voit jamais son père. Elle partage de rares moments d'intimité avec sa mère (Jacqueline Joubert), très occupée par les mondanités. Élevée par une nurse anglaise tyrannique, elle est enlevée un jour par des malfaiteurs (Pierre Destailles, Jacques Morel, Jean Poiret et Michel Serrault) qui demandent une rançon à ses parents. Clara a tôt fait de conquérir ses geôliers.

## Fiche technique
- Titre : Clara et les Méchants ou Bourreaux d'enfants
- Réalisation : Raoul André
- Assistant réalisateur : Jacques Poitrenaud
- Scénario : Albert Husson, d'après le roman de Paul Vialar
- Photographie : Pierre Petit
- Musique : Georges Van Parys
- Producteur : Suzy Prim
- Pays de production :  France
- Genre : Comédie
- Année : 1957 (tournage)
- Durée : 90 min
- Sortie en salle :
  - France[1] - 24 décembre 1958
- Tout public

## Distribution
- Minou Drouet : Clara du Badoul
- Jacqueline Joubert : Mme du Badoul des Essarts
- Pierre Destailles : La Commande, le chef
- Michel Serrault : Parole
- Jean Poiret : Chanteur
- Jacques Morel : Charlemagne
- Barbara Hall : la gouvernante
- Bernard Musson : un gardien de prison
- Jean Degrave : Cyprien
- Mag-Avril : la mercière
- Jacques Hilling : le professeur de gymnastique
- René Hiéronimus : le professeur de mathématiques
- Gabrielle Doulcet : un professeur
- Alexandre Rignault : le garde
- Yves-Marie Maurin : Sylvestre
- Harry-Max : le cafetier
- Jacques Angelvin : l'organisateur
- Lucien Desagneaux : un valet

## Réception
Clara et les méchants est connu également sous le titre de Bourreaux d'enfants. À sa sortie en 1958, la société de production Estella Films fit une promotion du film dans tous les médias (télévision, presse). Pour l'époque, la promotion et la communication pour ce film était très importante. C'est ainsi que l'actrice principale, Minou Drouet, une célébrité littéraire à l'époque, fut invitée à la télévision pour participer à la grande émission de variétés du moment 36 chandelles, mais le film, jugé médiocre, n'obtint pas le succès escompté. Il apparaît aujourd'hui marqué d'une gentillesse sans fard, témoignage d'une époque révolue. Peu diffusé à la télévision, entre 1960, et 1975, au temps de l'ORTF, il ne l'est plus, après 1975, le film étant jugé « ringard » et daté, par le comité de sélection des programmes des trois chaines TV publiques. Depuis les années 2000, toutefois, il est rarement programmé sur des chaines TV privées, souvent comme film « vintage », ou curiosité.